# Igreja Protestante Reformada de Luxemburgo
A Igreja Protestante Reformada do Luxemburgo (IPRL), em luxemburguês Protestantesch-Réforméiert Kierch vu Lëtzebuerg, em francês Eglise Protestante Réformée du Luxembourg e em alemão Protestantisch-Reformierte Kirche von Luxemburg é uma denominação cristã  reformada estabelecida no Luxemburgo em 1887, mas reconhecida pelo governo do país apenas em 1982, por decreto de João, Grão-Duque de Luxemburgo.

## História

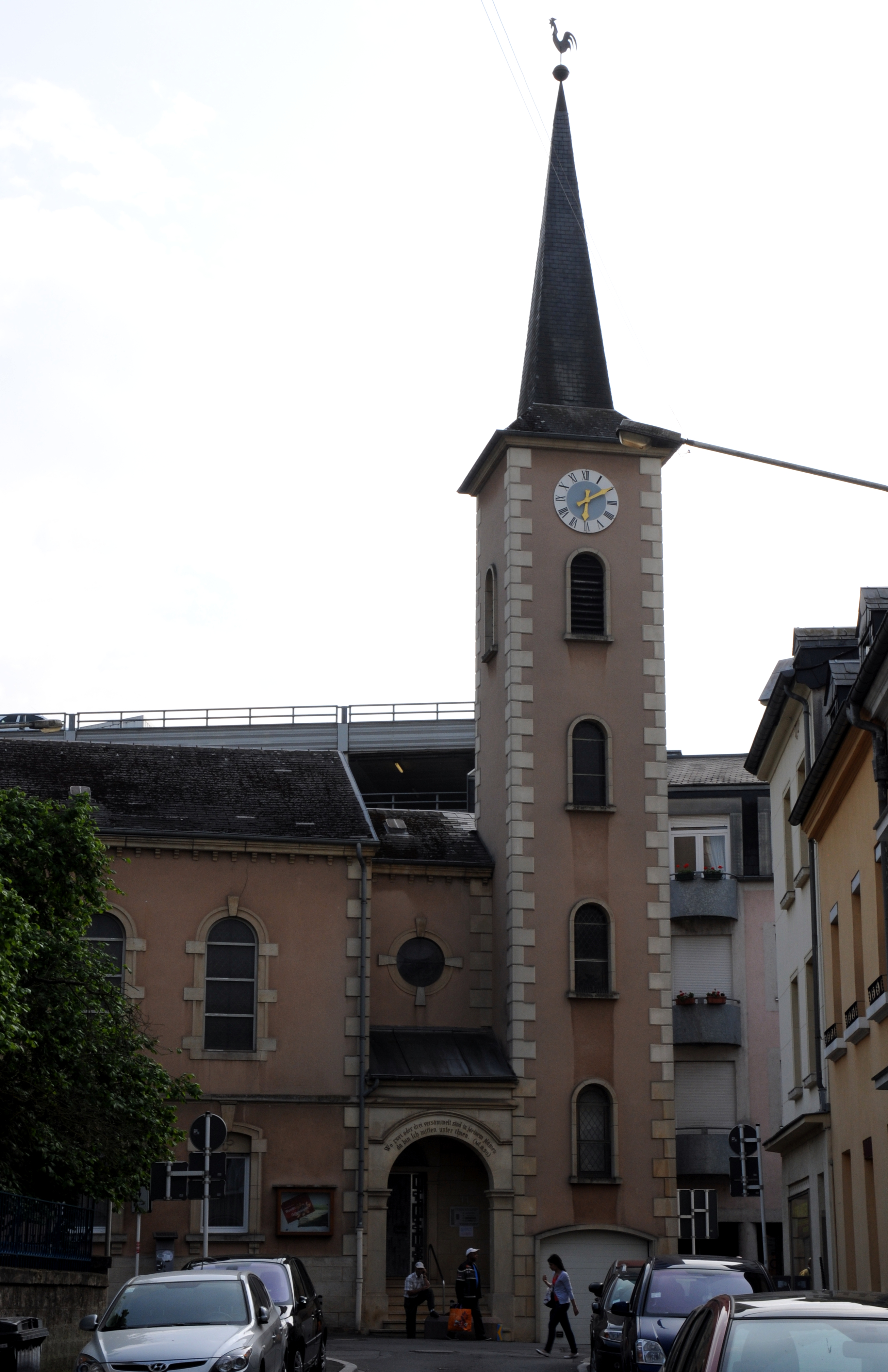
Igreja Protestante Reformada em Esch-sur-Alzette.

O Protestantismo foi proibido em Luxemburgo desde a Reforma Protestante. Depois de 1887, foi estabelecida a Igreja Protestante Reformada de Luxemburgo, de acordo com a Tradição Reformada, por trabalhadores da Prússia que se estabeleceram no país. Em 1894, os protestantes foram permitidos a permanecer em Luxemburgo.
Somente em 1982 a denominação foi reconhecida pelo decreto de João, Grão-Duque de Luxemburgo.

## Doutrina
A denominação subscreve o Credo Apostólico, Credo Atanasiano, Catecismo de Heidelberg, Credo Niceno e Segunda Confissão Helvética.
Além disso, a denominação permite a ordenação de mulheres

## Relações intereclesiásticas
A denominação é membro da Comunhão Mundial das Igrejas Reformadas.